# Hans-Joachim Weller
Hans-Joachim „Hanjo“ Weller (* 2. Juli 1946 in Kiel) ist ein ehemaliger deutscher Fußballspieler.

## Laufbahn
Nachdem Weller in der Jugend und Reserve von Holstein Kiel graduierte, spielte er zwischen 1966 und 1968 zwei Spielzeiten für den Verein in der zweitklassigen Regionalliga Nord. Es folgten zwei Saisons beim Ligakonkurrenten  Göttingen 05.
1970 wurde er vom Trainer Helmuth Johannsen zum Bundesligisten Hannover 96 geholt. Dort wurde er sogleich zum Stammspieler. Weller wusste insbesondere in seiner zweiten Saison als Spielmacher zu überzeugen und wurde selbst mit Günter Netzer verglichen, der 1972 mit Deutschland Europameister wurde.  Nachdem die Hannoveraner in der Saison 1971/72 nur knapp dem Abstieg entgingen, wechselte er zusammen mit dem Mittelstürmer Ferdinand „Ferdl“ Keller, der in seinen beiden Saisons in Hannover 39 Tore erzielte, für eine Gesamtablösesumme vom 550.000 Mark zum Zweitligisten TSV 1860 München. Weller hatte auch Angebote von Bundesligavereinen, doch da die Münchner, die sich nach dem Wiederaufstieg sehnten, starke Unterstützung von Mäzenen hatten fiel seine Wahl aus finanziellen Gründen auf die Sechziger. „Ich habe die ersten Jahre als Profi nicht gerade viel verdient, außerdem war ich bereits 26 Jahre alt und so standen die Finanzen im Vordergrund“, meinte er hierzu.
Auch beim TSV 1860 wusste er zu beeindrucken. Der Fußballchef des Vereins, Walter Kraus forderte seine Berufung in die Nationalelf. Trainer Elek Schwartz meinte, „es gibt derzeit in Deutschland nur zwei Fußballer, die besser sind als Weller. Und die heißen Franz Beckenbauer und Günther Netzer“. Weller spielte in 58 Regionalliga-Partien für die Münchner, in denen er 25 Treffer erzielte. Zum ersehnten Aufstieg reichte es aber nicht, die Sechziger wurde zweimal in Folge Dritter in der Regionalliga Süd.
1974 ging Weller in die Bundesliga zum VfB Stuttgart, ein Wechsel, den er später mit „der Reiz der 1. Bundesliga packte mich wieder, dennoch war es ein Fehler, von 1860 wegzugehen“, kommentierte. Nach der ersten Saison stieg der VfB erstmals aus der Bundesliga ab. Auch in der 2. Bundesliga überzeugten die Stuttgarter wenig und wurden Neunte.
1976 ging Weller in die Schweiz zum FC Zürich der 1975/76 Meister und Pokalsieger war. National konnte die von Timo Konietzka trainierte Mannschaft wo Köbi Kuhn, René Botteron und Torjäger Peter Risi im Aufgebot waren, keinen Titel verteidigen. Im Europapokals der Landesmeister  drang die Mannschaft aber über unter anderem gegen Glasgow Rangers und Dynamo Dresden ins Halbfinale vor, wo aber die Spitzenmannschaft jener Tage, der FC Liverpool eine zu große Hürde darstellte. Dies war der größte Erfolg der Zürcher auf europäischer Ebene. Nachdem die Zürcher den schwedischen Nationalspieler Conny Torstensson vom FC Bayern verpflichteten war für Weller kein Platz mehr in der Mannschaft, da in der Schweiz damals nur ein Ausländer spielberechtigt war.
Etwa 100.000 Franken Ablöse zahlte der FC Young Fellows Zürich an den Lokalkonkurrenten und banden Weller mit einem Zweijahresvertrag. Da die Young Fellows aber sang und klanglos nach nur jeweils zwei Siegen und Unentschieden 1978 aus der Nationalliga A abstiegen wurde sein Vertrag damit nichtig. Es folgte noch ein weiteres Jahr in der ersten Liga, diesmal bei Neuchâtel Xamax. Mit den Neuenburgern wurde er Vorletzter und hielt somit die Klasse.
Von 1979 bis 1981 war Weller zwei Saisonen beim FC Winterthur in der Nationalliga B, wobei er aber in seiner zweiten keine Ligaspiele mehr bestritt.
Nach seinem Abgang war er bis zu seinem 43. Lebensjahr Spielertrainer, vornehmlich im dritt- und viertklassigen Bereich der Schweiz, ehe er voll auf Trainer umsattelte. Er war auch als Trainerassistent beim FC Zürich und bei den Grasshoppers tätig. 2007 gelang ihm noch ein schöner Erfolg, als er mit dem FC Vaduz den Liechtensteiner Cup gewann. Bei seinen sonstigen Trainerengagements konnte er diverse Aufstiege feiern.
Nachdem er als Siebzigjähriger seine Trainerlaufbahn endgültig beendet hatte lebt er nun mit seiner Frau Sylvie in Salmsach, einer thurgauischen Gemeinde am Bodensee.
Sein Sohn Thomas war ebenfalls Fußballprofi.